# Курсовертикаль

Авіагоризонт (Attitude indicator climbing)

Курсовертика́ль (англ. Attitude and heading reference system, AHRS) — прилад, що поставляє дані про кути між географічною системою координат (ГСК) і зв'язаною системою координат, початкова точка якої збігається з початковою точкою ГСК, а осі відповідають, як правило - Y - поздовжній осі, Z - вертикальній, X - перпендикулярній їм бічній осі транспортного засобу, на якому встановлена курсовертикаль. У високих широтах замість географічної використовується напіввільна в азимуті система координат. Технічно курсовертикаль найчастіше реалізується як гіровертикаль і датчик курсу, зроблений, як правило, також на основі гіроскопа, і іноді коригований, наприклад показаннями приймача GPS.

## Вимірювання кутів повороту і матриці напрямних косинусів
Математично трихгранник в геометричній системі координат можна перенести в трихгранники зв'язаної системи координат за допомогою трьох послідовних поворотів.
1. По осі Z на кут {\displaystyle \Phi _{z}=-H} — кут курсу. Курс ззвичай відраховують за годинниковою стрілкою {\displaystyle \Phi _{z}} — за загальними правилами — проти.
2. По осі X на кут {\displaystyle \Phi _{x}=\vartheta } — кут тангажу.
3. По осі Y на кут {\displaystyle \Phi _{y}=\gamma } — кут крену.

В матричній формі перехід між географічною та зв'язною системою координат здійснюється за формулою
{\displaystyle {\begin{bmatrix}X_{b}\\Y_{b}\\Z_{b}\end{bmatrix}}={\begin{bmatrix}C_{11}&C_{12}&C_{13}\\C_{21}&C_{22}&C_{23}\\C_{31}&C_{32}&C_{33}\\\end{bmatrix}}*{\begin{bmatrix}X_{g}\\Y_{g}\\Z_{g}\end{bmatrix}}}
При цьому коефіцієнти матриці набувають значень 
{\displaystyle C_{11}=\cos \Phi _{y}*\cos \Phi _{z}-\sin \Phi _{x}*\sin \Phi _{y}*\sin \Phi _{z}}
{\displaystyle C_{12}=\cos \Phi _{y}*\sin \Phi _{z}+\sin \Phi _{x}*\sin \Phi _{y}*\cos \Phi _{z}}
{\displaystyle C_{13}=-\cos \Phi _{x}*\sin \Phi _{y}}
{\displaystyle C_{21}=-\cos \Phi _{x}*\sin \Phi _{y}}
{\displaystyle C_{22}=-\cos \Phi _{z}*\sin \Phi _{x}}
{\displaystyle C_{23}=\sin \Phi _{x}}
{\displaystyle C_{31}=\sin \Phi _{y}*\cos \Phi _{z}+\sin \Phi _{x}*\cos \Phi _{y}*\sin \Phi _{z}}
{\displaystyle C_{32}=\sin \Phi _{y}*\sin \Phi _{x}-\sin \Phi _{x}*\cos \Phi _{y}*\cos \Phi _{z}}
{\displaystyle C_{33}=\cos \Phi _{x}*\cos \Phi _{y}}

## Внутрішня будова курсовертикалі
Курсовертикаль повинна мати три гіроскопа, що вимірюють повороти системи по трьох кутах. На ділі, однак, курсовертикаль може вимірювати кути між зв'язаною і так званою «платформною» системою координат, яка збігається з ГСК на початку роботи курсовертикалі, проте не здійснює разом з нею обертання щодо інерціальної системи координат, тому для корекції необхідно повідомляти курсовертикалі відомості про поточну широту, довготу і висоту транспортного засобу, на якому встановлений прилад. Використовуючи цю інформацію, можна провести адекватне перетворення з «платформної» системи координат в ГСК.

## Виставка системи
Виставкою системи є задання вірної початкової орієнтації приладу в географічній системі координат або поворотом платформи, або алгоритмічно. Виставка проходить у два етапи — горизонтування та виставка в азимут. Горизонтування здійснюється найчастіше за допомогою акселерометрів (внутрішніх або зовнішніх). При вказівці точної широти горизонтування можна навести і використовуючи тільки гіроскопи, вимірюючи обертання Землі. При виставці вертикалі за допомогою аселерометрів можливо навпаки, визначити за допомогою гіроскопів широту. Виставка в азимут здійснюється за допомогою гіроскопів.